# V Giochi paralimpici invernali
I V Giochi paralimpici invernali si sono disputati a Tignes e Albertville (Francia) dal 25 marzo al 1º aprile 1992. Per la prima volta, si sono svolti gli eventi dimostrativi nello Sci alpino e Sci di fondo per atleti con un Ritardo mentale e Biathlon per atleti con disabilità visiva.
Il logo era un uccello che fu progettato da Jean-Michel Folon. La Mascotte era Alpy, disegnato da Vincent Thiebaut, rappresentava il vertice della montagna Grande Motte che si trova a Tignes. Alpy è stato mostrato su un monosci per dimostrare il suo atletismo con i colori bianco, verde e blu che sono stati utilizzati per rappresentare la purezza/neve, la speranza/natura e la disciplina/lago.

## I Giochi

### Discipline
I giochi consistevano di 79 eventi su tre discipline per due sport in totale.
- Sci alpino
- Sci nordico
  -  Biathlon
  -  Sci di fondo

## Medagliere
I primi 10 CPN per numero di medaglie d'oro sono elencati di seguito. La nazione ospitante (Francia) viene evidenziata in viola.
| Posizione | Paese             |    |    |    |     |
| --------- | ----------------- | -- | -- | -- | --- |
| 1         | Stati Uniti       | 20 | 16 | 9  | 45  |
| 2         | Germania          | 12 | 17 | 9  | 38  |
| 3         | Squadra Unificata | 10 | 8  | 3  | 21  |
| 4         | Austria           | 8  | 3  | 9  | 20  |
| 5         | Finlandia         | 7  | 3  | 4  | 14  |
| 6         | Francia           | 6  | 4  | 9  | 19  |
| 7         | Norvegia          | 5  | 5  | 4  | 14  |
| 8         | Svizzera          | 3  | 8  | 4  | 15  |
| 9         | Canada            | 2  | 4  | 6  | 12  |
| 10        | Polonia           | 2  | 0  | 3  | 5   |
| Totale    | Totale            | 75 | 68 | 60 | 203 |